# پرنتیز (میسیسیپی)
پرنتیز (به انگلیسی: Prentiss) شهرکی در ایالت میسیسیپی کشور ایالات متحده آمریکا است که جمعیت آن در سرشماری سال ۲۰۱۰ میلادی، ۱٬۰۸۱ نفر بوده‌است.